# Monterols
|  | Per a altres significats, vegeu « Turó de Monterols». |

Monterols o Munterols és una partida del terme de Reus situada a la part nord-oest de la ciutat, a la zona entre la carretera d'Alcolea, la carretera de Castellvell i el barranc de la Buada, fins a tocar el terme de l'Aleixar. La part oest d'aquesta partida l'ocupa el polígon industrial Agro-Reus i a la zona nord hi ha sobretot conreus i molts masos. Al sud confronta amb el Roquís. És la zona més desnivellada del terme, amb altures que van dels 160 metres fins cap als 240 metres sobre el nivell del mar.
L'any 1951 el doctor Salvador Vilaseca va trobar vora l'Institut Pere Mata, a la partida de Monterols, el poblat neolític de Monterols, amb estructures del tipus anomenat "fons de cabana" i restes de vasos de ceràmica feta a mà i diferents objectes de pedra, com ara molins de mà, que indiquen activitat agrícola a la zona. També restes de braçalets fets amb petxines i restes d'ossos d'animals domèstics.
Un carrer de la ciutat porta també aquest nom: és el carrer de Monterols, que uneix la plaça de Prim i la del Mercadal. Es diu així perquè sortint del Reus antic precisament pel portal de Monterols, s'adreçava a aquesta partida de terra. El carrer va ser el centre de la vida comercial fins als anys seixanta, quan l'activitat ciutadana se centrava a la plaça del Mercadal. Més endavant, però, aquesta activitat es va dispersar per tots els carrers importants del nucli antic, sobretot a l'antic carrer de Pedró, avui carrer de Llovera.